# Матчанов, Жасур Матякубович
Жасур Матякубович Матчанов (род. 15 марта 1984, Ташкент) — узбекский боксёр, представитель тяжёлой весовой категории. Выступал за сборную Узбекистана по боксу на всём протяжении 2000-х годов, бронзовый призёр чемпионата мира 2005 года, обладатель серебряной медали Азиатских игр 2006 года, серебряный призёр чемпионата мира среди военнослужащих 2006 года, серебряный призёр чемпионатов Азии,победитель турниров национального и международного значения. Также известен как спортивный чиновник, генеральный секретарь НОК Узбекистана.

## Биография
Жасур Матчанов родился 15 марта 1984 года в городе Ташкенте Узбекской ССР.
Первого серьёзного успеха на международной арене добился в сезоне 2002 года, когда вошёл в состав узбекской национальной сборной и побывал на чемпионате мира среди юниоров в Сантьяго-де-Куба, откуда привёз награду бронзового достоинства, выигранную в зачёте супертяжёлой весовой категории.
В 2003 году завоевал бронзовую медаль на Всемирных военных играх в Катании, уступив в полуфинале россиянину Исламу Тимурзиеву.
В 2004 году взял бронзу на чемпионате военнослужащих в Форт-Хуачука, проиграв в полуфинале немцу Штеффену Кречману.
На чемпионате Азии 2005 года в Хошимине стал серебряным призёром в первом тяжёлом весе, тогда как на чемпионате мира в Мяньяне получил бронзу — одолел здесь таких сильных боксёров как Хосе Пайярес и Клементе Руссо, но на стадии полуфиналов был остановлен азербайджанцем Эльчином Ализаде.
В 2006 году выиграл серебряную медаль на Мемориале Странджи в Плевене, стал вторым на чемпионате военнослужащих в Варендорфе, уступив в решающем финальном поединке россиянину Рахиму Чахкиеву. Добавил в послужной список серебряную награду, завоёванную на Азиатских играх в Дохе, где в финале потерпел поражение от иранца Али Мазахери.
На азиатском первенстве 2007 года в Улан-Баторе стал бронзовым призёром в первой тяжёлой весовой категории, в полуфинале вновь встретился с Мазахери и снова был побеждён им. Помимо этого, отметился выступлением на мировом первенстве в Чикаго, но здесь попасть в число призёров не смог, был выбит из борьбы за медали уже на предварительном этапе.
Пытался пройти отбор на летние Олимпийские игры 2008 года в Пекине, но на азиатской олимпийской квалификации в Бангкоке не сумел одержать победу, проиграв в финале иранцу Мазахери.
Последний раз показывал сколько-нибудь значимые результаты на международном уровне в сезоне 2009 года, когда боксировал на чемпионате Азии в Чжухае — дошёл до четвертьфинала категории до 91 кг, где в очередной раз потерпел поражение от Али Мазахери.
Завершив карьеру спортсмена, проявил себя как спортивный функционер. В январе 2018 года был назначен на пост генерального секретаря Национального олимпийского комитета Узбекистана